# Bombardier LRC
Der LRC von Bombardier Transportation war ein dieselelektrischer Intercity-Zug für den Personenverkehr in Ontario und Québec (Kanada). Der Name ist eine doppelte Abkürzung für englisch Light, Rapid, Comfortable und französisch Léger, Rapide, et Confortable (leicht, schnell, komfortabel). Die interne Bezeichnung lautete M-429 für den Prototyp und M-437 für die Serienausführung.
Das Zugkonzept besteht aus passenden Lokomotiven und Mittelwagen, die jedoch auch getrennt betrieben werden können. Mit zwei Lokomotiven an der Zugspitze und am Zugende kann eine Zugkomposition eine Höchstgeschwindigkeit von 201 km/h (125 mph) erreichen, bei Testfahrten wurden auch 210 km/h (130 mph) gemessen. Um auf den nordamerikanischen Altbaustrecken eingesetzt werden zu können, sind die LRC mit aktiver Neigetechnik ausgerüstet. Im Regelbetrieb fuhren sie dann allerdings nicht mehr als 153 km/h (95 mph). VIA Rail Canada bestellte 1978 die ersten 10 Lokomotiven mit 50 Mittelwagen und erweiterte die Bestellung dann um weitere 10 Züge. Nach deren Lieferung ab 1. Juni 1981 wurde eine weitere Generation von 10 Lokomotiven und 50 Mittelwagen beauftragt. Die meisten Lokomotiven wurden nach Ablauf ihrer regulären 15-jährigen Dienstzeit außer Betrieb genommen, die letzte (#6905) fuhr noch bis 2001.
Sowohl die Neigetechnik als auch der Name LRC wurden ursprünglich von Montreal Locomotive Works seit 1971 entwickelt, die 1975 von Bombardier aufgekauft wurden. Durch eine Reorganisation beim ursprünglichen Auftraggeber VIA Rail Canada wurde die Fertigung des LRC verschoben. Die zwei Züge der ersten Generation (LRC-1) ging dann an Amtrak (Nr. 38 und 39), die sie seit 1980 testeten und 1982 zurückgaben. Die technischen Unterschiede zu den Nachfolgegenerationen waren so groß, dass kaum Teile aus den fünf gelieferten Lokomotiven übernommen werden konnten und die LRC-1 dann 1990 verschrottet wurden. 
Die Neigetechnik der LRC hat nachfolgende Fahrzeuge beeinflusst, darunter den Acela Express im Nordost-Korridor, den Super Voyager im Vereinigten Königreich und den JetTrain in Nordamerika.
Im Gegensatz zu den LRC-Lokomotiven wurden die Mittelwagen von VIA Rail weiter genutzt und ab 2000 generalüberholt. Anfang 2012 standen noch 98 Mittelwagen in Betrieb.